# Zalamerenye
Zalamerenye község Zala vármegyében, a Nagykanizsai járásban, a Zalai-dombságban, a Zalaapáti-hát területén. Neve 1892-ig Merenye volt. A településen polgárőrség működik.

## Fekvése
Nagykanizsától északkeletre, közúton 22 kilométerre, az európai hírű zalakarosi gyógyfürdőtől 2–3 kilométerre északnyugatra fekszik. Zsáktelepülés, közúton csak Garaboncról érhető el, a Galambok-Zalaapáti közt húzódó 7522-es útból nyugatnak kiágazó 75 121-es úton.

## Történelme
A településre vonatkozó legkorábbi oklevelek, így Szent István 1019. és 1024. évi, valamint Szent László 1082. évi oklevele hamisnak bizonyultak. Ez utóbbi szerint a veszprémi egyház Szent László király második feleségétől a német Adelheid királynétól kapta volna. Érdekes, hogy ugyanezt olvashatjuk Imre 1203. évi oklevelében, amely azt mutatja, hogy ez volt a hagyomány a veszprémi káptalannál. Tény, hogy nagyon régi birtoka volt a veszprémi káptalannak, ám idővel csel vagy erőszak folytán sokat elveszített területéből a katolikus egyház. Kalenda veszprémi püspök kérésére végül Imre király 1203-ban Cumpurdinus ispánt küldte ki, abból a célból, hogy járja körül a birtok határait és állítsa helyre a III. Béla király alatti állapotot. Az uralkodó kijelentette, hogy az a föld is az egyházat illeti, amelyik egy bizonyos néhai Páris birtokából tüzesvaspróba eredményeképpen, 100 márka fejében jutott a királyné jogaiba. A király képviselője ekkor szőlőket és három háznép szolgát talált a vidéken. Emellett Imre király kiemelte, hogy a birtok népessége halászati jogot is élvez, erre a célra kilenc háznép van rendelve, akik hetente három nap tartoznak a káptalan részére halászni.
A terület határa ekkor még a Zala folyóig terjedt. A 13. század első felében a káptalannak sok kellemetlensége volt a szomszédokkal, és sokat kellett pereskednie a Csák nembeli Demeterrel, a karosi várjobbágyokkal, várszolgákkal, valamint a királyné itteni vendégeivel, aki lerombolták a birtok határait. Némileg enyhült a helyzet, amikor 1276-ban Karost is megkapta a káptalan. A veszprémi káptalan egyebek között IV. Béla királytól 1259-ben immunitást kapott a területre, azaz kivette a zalai ispán joghatósága alól. Ezt a kiváltságot 1270-ben V. István, majd 1471-ben I. Mátyás is megerősítette. A Csák nembeliek ugodi ágának birtokai 1328-ban a cseh Csenik kezére jutottak ekkor, s így juthatott hozzá Kolon is. 1333-ban már az ő birtokaként említik.
Az új szomszédok között hamar kitört a határvillongás, Csenig még attól sem riadt vissza, hogy a káptalan emberét megvesztegesse és Merenyéből egy jó darabot Kolonhoz csatoljon. Az ezzel kapcsolatos per sokáig elhúzódott és 1343-ban ért véget amikor a káptalan az országbírói ítélet alapján letette a földesküt s neki ítéltetett a vitatott földdarab. Ebben a dokumentumban azt olvashatjuk, hogy Garabonc Merenye határai között fekszik, bizonyára ezért beszélnek többször Merenye pusztákról. 1376-ban a budai káptalan karosi népeivel pereskedik, akik elpusztították Merenye határjeleit. 1381-ben pedig a zalai apát perli a káptalant, mert az ő szintén Merenye nevű birtokát is ahhoz fogta az országbíró parancsára végzett határjárás alkalmával, ami ellenkezett a IV. Béla oklevelébe foglalt határjárással.
A káptalan itt lévő birtokainak, mivel messze voltak a központtól, külön kezelőjük volt egy kanonok személyében. Már 1327-ben említik a merenyei magistratust. 1444-ben a káptalan panaszt terjesztett a nádor elé a Somogy vármegyei közgyűlésen, mivel a Marczaliak zalavári várnagyai a Merenyén, Újlakon és Garaboncon termett mintegy 4000 köböl bort és más terményeket beszedtek és adót vetettek ki az itt élőkre. Az 1550-es években a káptalan a település gabona- és bortized jövedelmét Thury György kanizsai várkapitánynak adta bérbe, az ő halála után pedig Zrínyi György erőszakkal foglalta el a területet. A törökök pusztításainak és a katonák sarcainak, rablásainak köszönhetően a falu annyira elszegényedett, hogy kénytelenek voltak a lakók gabona- és borfizetési kötelezettségeit elengedni. 1548-ban és 1566-ban a törökök teljesen elpusztították és a lakosság a közeli mocsaras, erdős vidékekre menekült. A Zala Vármegyei Közgyűlés jegyzőkönyveinek tanúsága szerint a lakók gyakran vettek részt hadászati célú munkálatokban. Így 1590-ben a közgyűlés elrendelte a mindszenti kastély (castellum) és Szentmikós közötti erdő kivágását abból a célból, hogy a törökök kanizsai mezőre való gyakori beütését megakadályozzák. A robotra Gelse, Újudvar, Bakónak, Récse, Posfölde, Mórichely, Garabonc, Újlak és Merenye lakosságát rendelték ki hat napra. Ezek a falvak mentesültek a keresztúri vár építési munkái alól.
Szintén egy vármegyei jegyzőkönyv rögzítette, hogy 1599-ben Bakó Farkas kiskomáromi (ma Zalakomár településrésze) várkapitány és a veszprémi káptalan között vita volt amiatt, hogy Rusa György, a káptalan merenyei jobbágya meggyilkolt egy kiskomári katonát. A kapitány a várban akart felette ítélkezni, azonban a káptalan ez ellen tiltakozott. Álláspontja szerint ugyanis egyedül a közgyűlésnek volt illetékessége az ügyben. A kapitány végül nem jelent meg a közgyűlésen.
A pusztuláshoz hozzájárultak a portyázó hajdúk is. A lakók végül csak 1690 után, Kanizsa visszafoglalását követően tértek vissza. A falut újjá kellett építeni, de már nem a Magyaróshegyen. Az ófalu helyét szőlővel telepítették be, az új házakat pedig a völgyben kezdték alapozni. Csak lassan indult meg a népességszám növekedése, és az 1711. évi pestisjárvány is megtizedelte a falu lakosságát. Jellemző a járvány méreteire, hogy a harminc gazdából csak hat érte meg a következő esztendőt.
1828-ban a település 55 házában 418 ember élt, akik közül 410-en voltak római katolikusok és csak nyolcan más (zsidó) vallásúak. Továbbra is a szőlőtermesztés jelentette a lakók fő megélhetési forrását, ám egyre nagyobb szerep jutott a juh- és sertéstenyésztésnek is. A '48-49-es szabadságharcba Merenye is bekapcsolódott, részint úgy, hogy lakói megtagadták a szőlődézsma fizetését – emiatt még katonákat is bevetettek ellenük –, emellett a falu 15 honvédet is adott a zalai honvédzászlóaljakba.
A jobbágyfelszabadítást követően gyorsan növekedésnek indult a lakosságszám, s az egyébként már régóta működő iskolában is egyre több diákot okíthattak.
Az első világháború Merenyétől is követelt áldozatokat. Érdekességként megemlíthető a település határában található, ún. „Szerb-agácás”, amelyet szerb hadifoglyok ültettek a világégés alatt.
Az 1920-as években Merenye a garabonci körjegyzőséghez tartozott. A lakosság ebben az időszakban főként háziiparral foglalkozott, s nagy része őstermelő volt. A második világháborúban 23 hősi halottja volt a községnek. 1945-ben a visszavonuló német csapatok felrobbantották a falu címerében is látható régi kőhidat. A háború után rövidesen megalakult a termelőszövetkezet és 1960-tól Zalamerenye termelőszövetkezeti községének számított. Ugyanebben az évben adták át könyvtárt és a művelődési termet, egy évvel később pedig az új két tantermes állami iskolát. A hatvanas években a falu villamosítása mellett lekövezték az utakat és kiépítették a járdákat. A rendszerváltást követően, 1994-ben új faluházat építettek, 2004-ben pedig „jóléti víztározót” létesítettek a településen. Zalamerenye 2000. január 1-jétől a zalakarosi körjegyzőséghez tartozik.

## Közélete

### Polgármesterei
- 1990–1994: Lakós Miklós (független)[5]
- 1994–1998: Lakós Miklós (független)[6]
- 1998–2002: Stankovics Ferenc (független)[7]
- 2002–2006: Stankovics Ferenc (független)[8]
- 2006–2010: Ódor László Lajos (független)[9]
- 2010–2014: Ódor László Lajos (független)[10]
- 2015–2019: Ódor László Lajos (független)[11]
- 2019–2024: Herodek Miklós (független)[12]
- 2024– : Könczöl-Takács Helga Katalin (független)[1]

A településen a 2014. október 13-án megtartott önkormányzati választás után, a polgármester-választás tekintetében nem lehetett eredményt hirdetni, mert mindkét jelölt, a Fidesz-KDNP színeiben induló addigi polgármester, Ódor László Lajos és egyetlen kihívója, a független Papp Sándor egyaránt 67-67 érvényes szavazatot szerzett (érvénytelen szavazat nem volt, a szavazásra jogosult 178 lakos közül 44 fő maradt távol a voksolástól). Az emiatt szükségessé vált időközi választást 2015. január 18-án tartották meg, kicsivel magasabb választói aktivitás mellett, ami 3 szavazatnyi különbséggel Ódor László Lajos javára döntötte el a küzdelmet.

## Népesség
A település népességének változása:
| Lakosok száma | 173  | 182  | 188  | 173  | 196  | 190  | 193  |
|               | 2013 | 2014 | 2015 | 2021 | 2022 | 2023 | 2024 |

A 2011-es népszámlálás idején a nemzetiségi megoszlás a következő volt: magyar 83,3%, cigány 4,3%, német 8,6%. A lakosok 78%-a római katolikusnak, 1,73% reformátusnak, 7,5% felekezeten kívülinek vallotta magát (10,98% nem nyilatkozott).
2022-ben a lakosság 79,1%-a vallotta magát magyarnak, 16,8% németnek, 5,6% cigánynak, 1% ukránnak, 0,5% horvátnak, 2,6% egyéb, nem hazai nemzetiségűnek (11,7% nem nyilatkozott; a kettős identitások miatt a végösszeg nagyobb lehet 100%-nál). Vallásuk szerint 49% volt római katolikus, 1% református, 0,5% evangélikus, 0,5% görög katolikus, 1,5% egyéb katolikus, 9,7% felekezeten kívüli (37,8% nem válaszolt).

## Nevezetességei
- Szent Mihály-templom

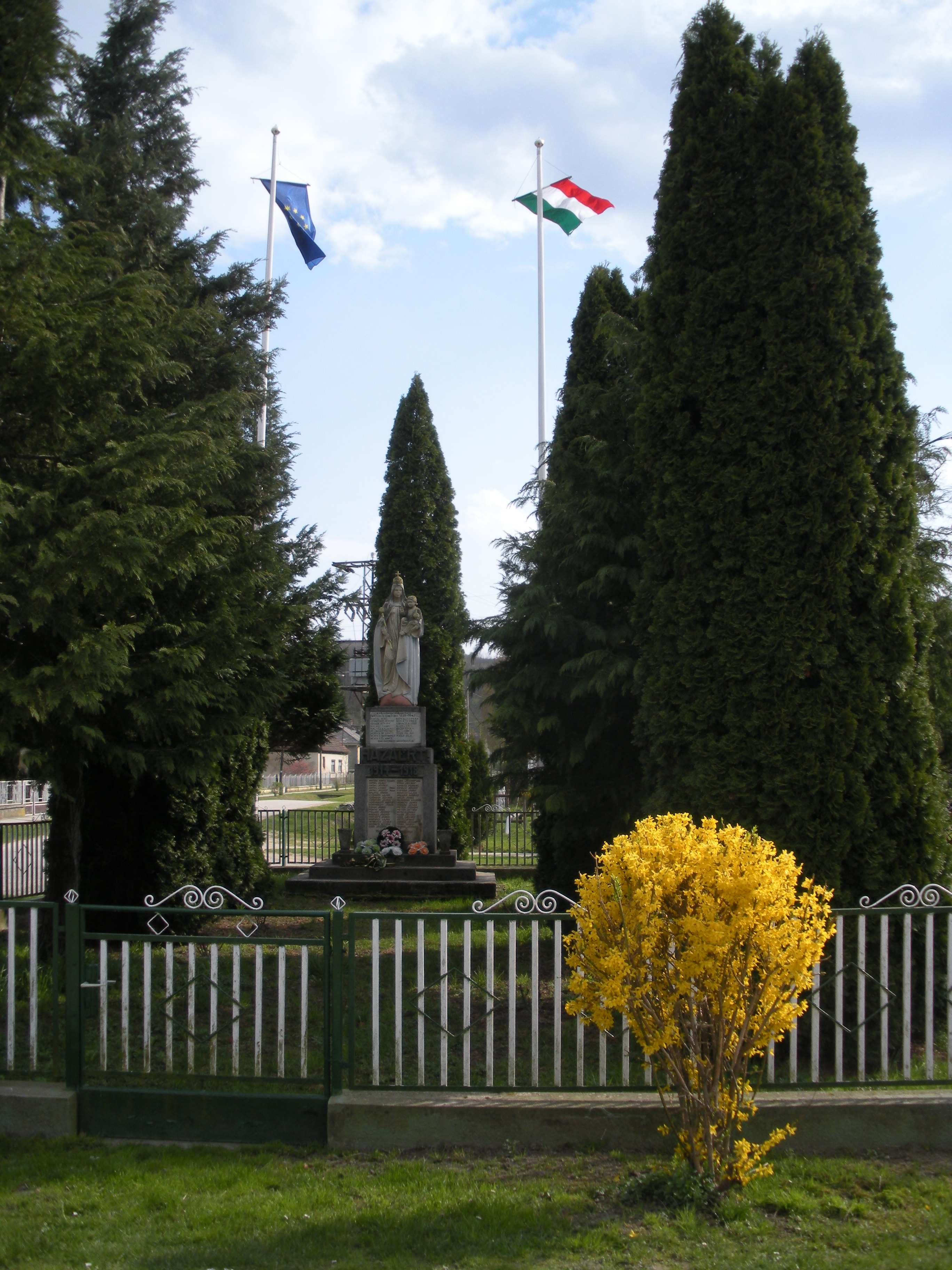
Hősi szobor a falu főterén.

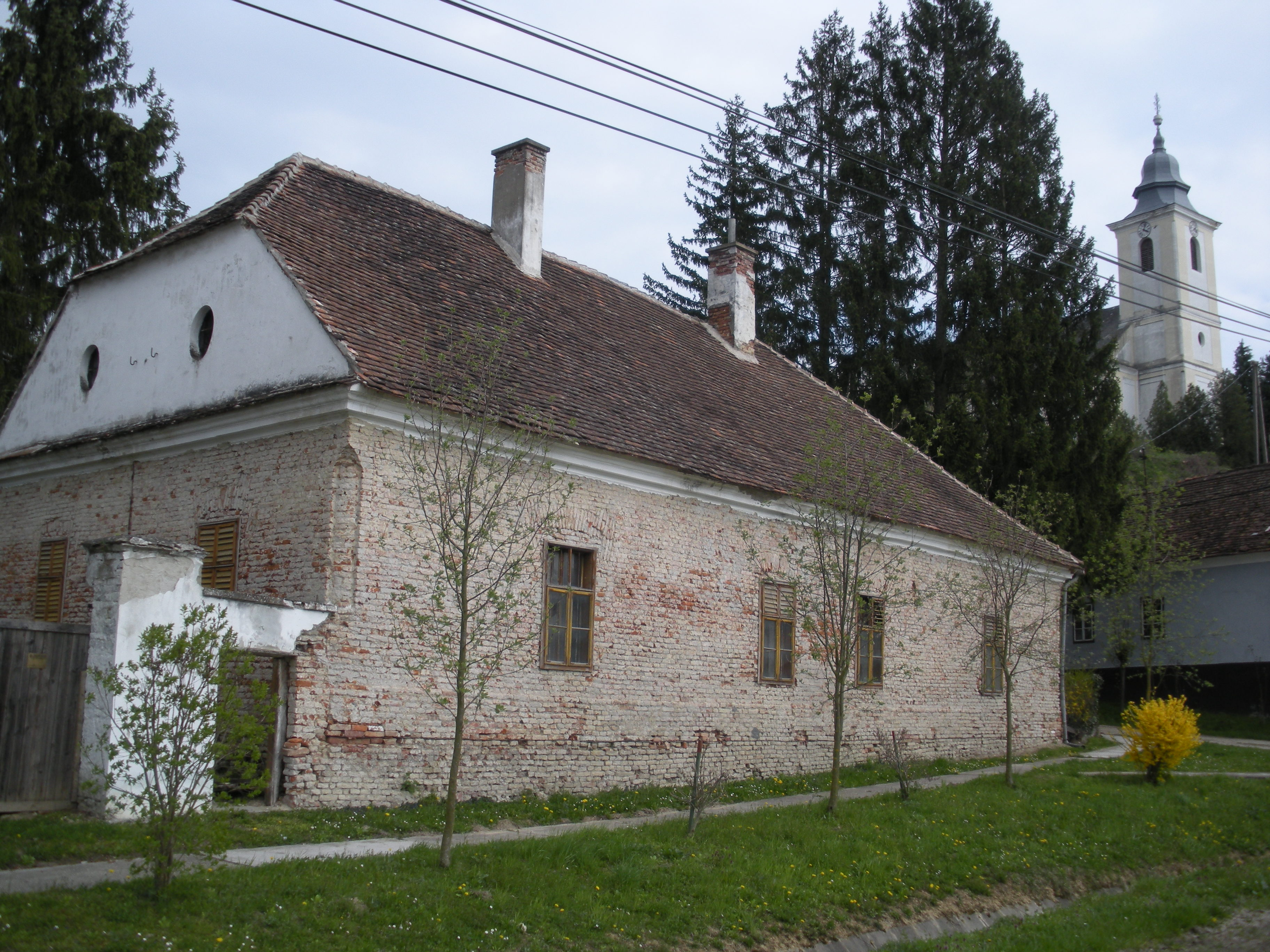
A parókia épülete.

- Ótemető: A község régi sírkertje, XIX. századi és régebbi sírkövekkel.
- Pálos malom: Egykor a pálos rend tulajdonába tartozó vízimalom. 1804-től a Zsohár család bérelte. 1960-ban megszűnt az őrlés. 2013–2015-ben az új tulajdonos felújíttatta, azóta újra működik.[16]
- Gémeskút A községbe vezető út mentén található régi gémeskút.
- Faluház
- Paplak és káplánlak: A XVIII. században épült parókia ma magántulajdonban van.
- Kastély
- Szerb akácos
- Hősi szobor: A falu központjában található szobor az első és második világháború merenyei áldozatainak állít emléket.
- Jóléti víztározó

## Híres emberek
- Itt született Horváth István (1950–) színész.
- Itt született Monok István (1956–) egyetemi tanár, az Országos Széchényi Könyvtár főigazgatója 1999 és 2009 között.
- Párkányi József (1920–2012) római katolikus pap, címzetes babócsai apát
- Egry József (1883–1951) festőművész, a Balaton festője. Zalamerenye templomában keresztelték meg.
- Sütő András (1989–) színész itt nőtt fel.

## Testvértelepülése
- Lécfalva, Románia[halott link]

## Képtár

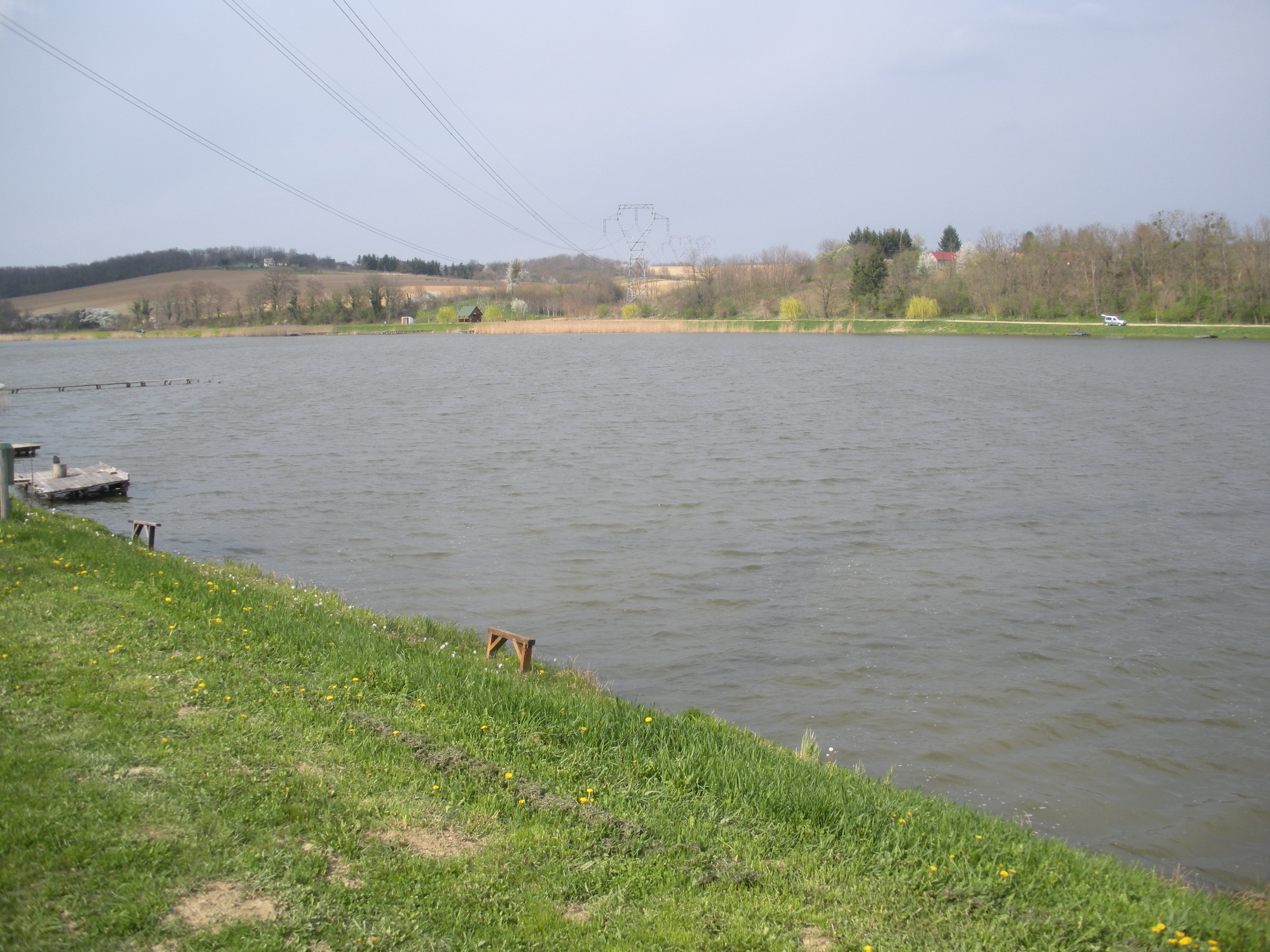
Jóléti víztározó
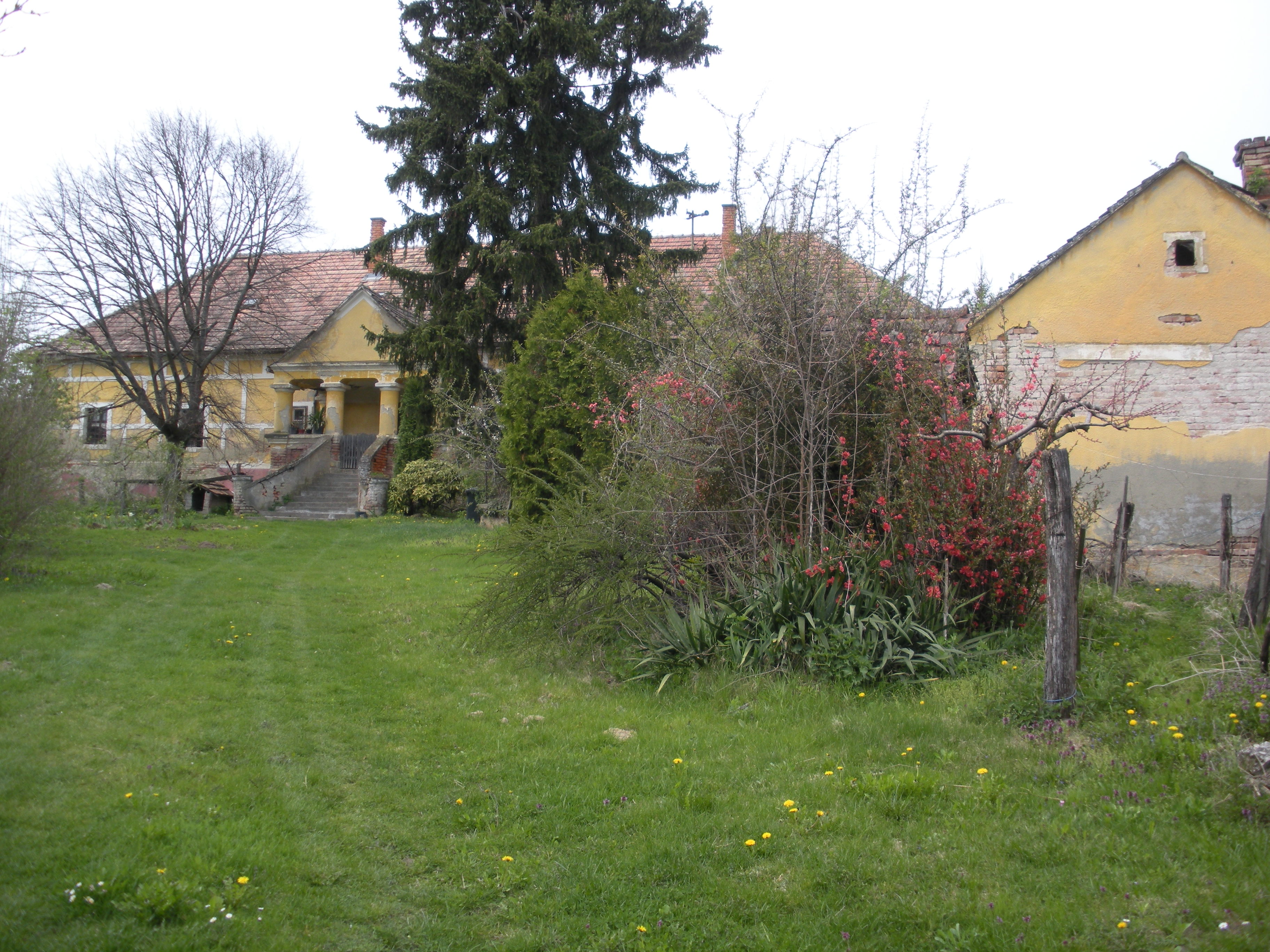
A veszprémi káptalani intéző egykori kúriája ("Kastély")
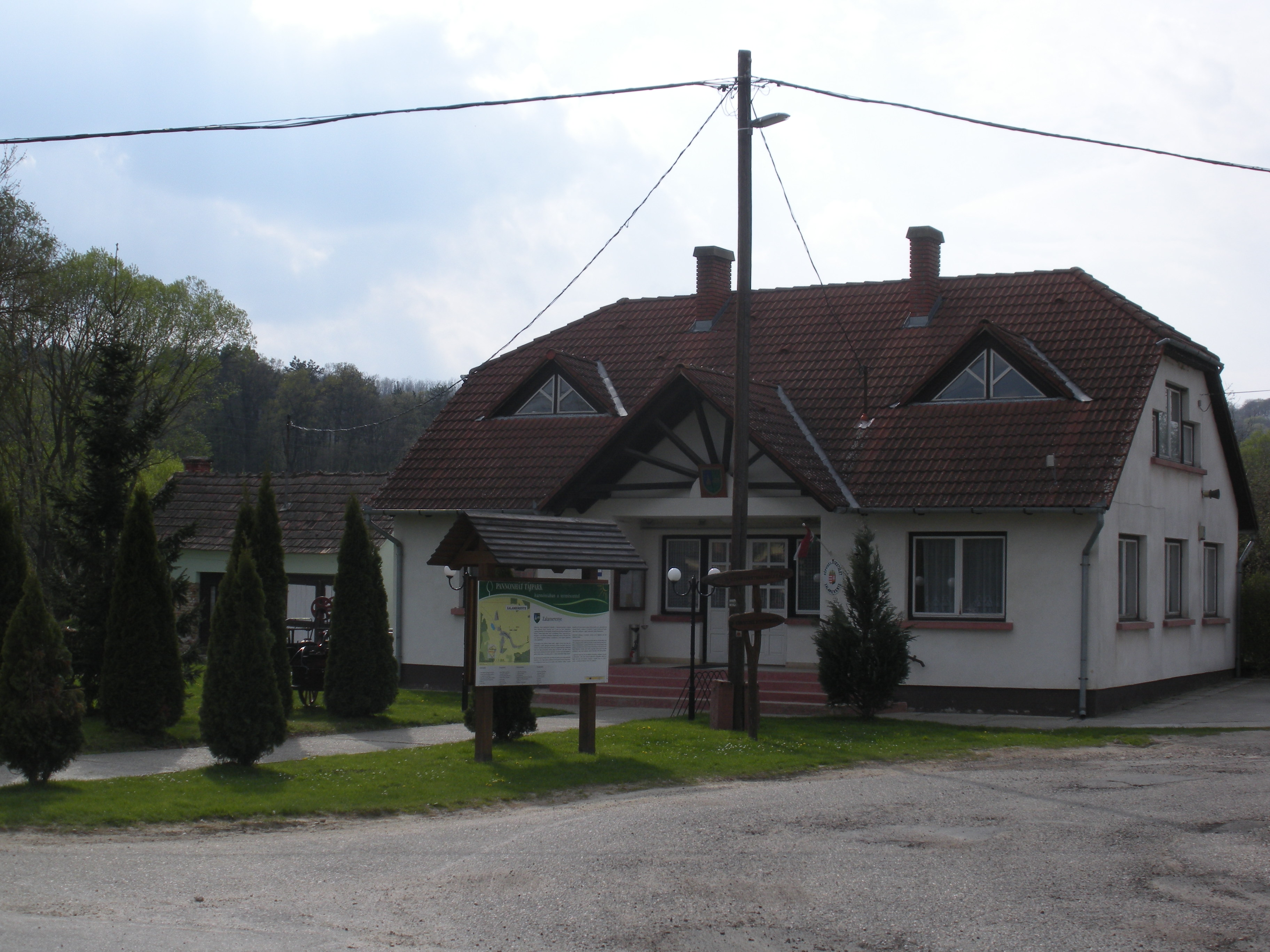
Polgármesteri hivatal
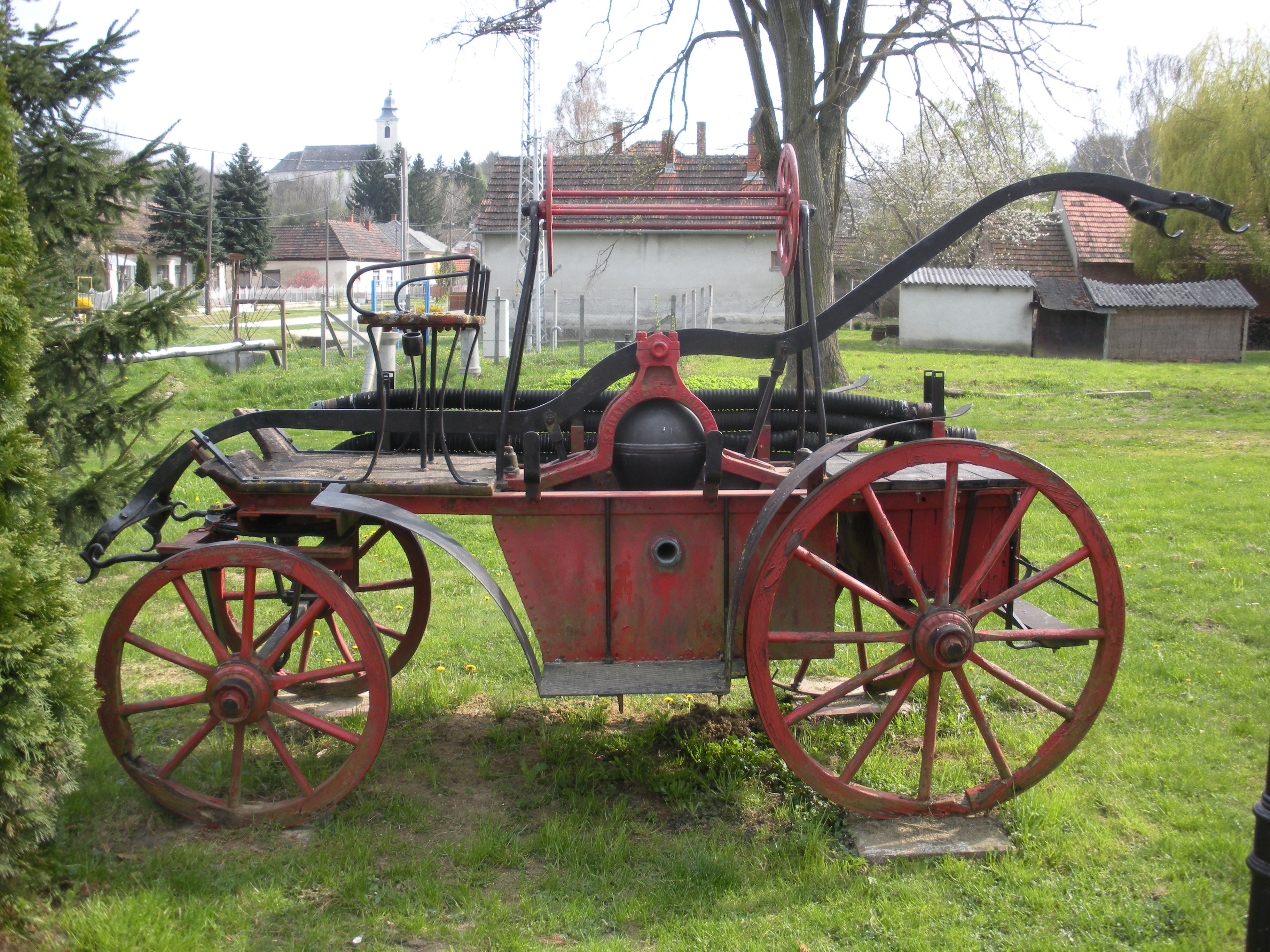
Régi tűzoltókocsi a polgármesteri hivatal épülete előtt
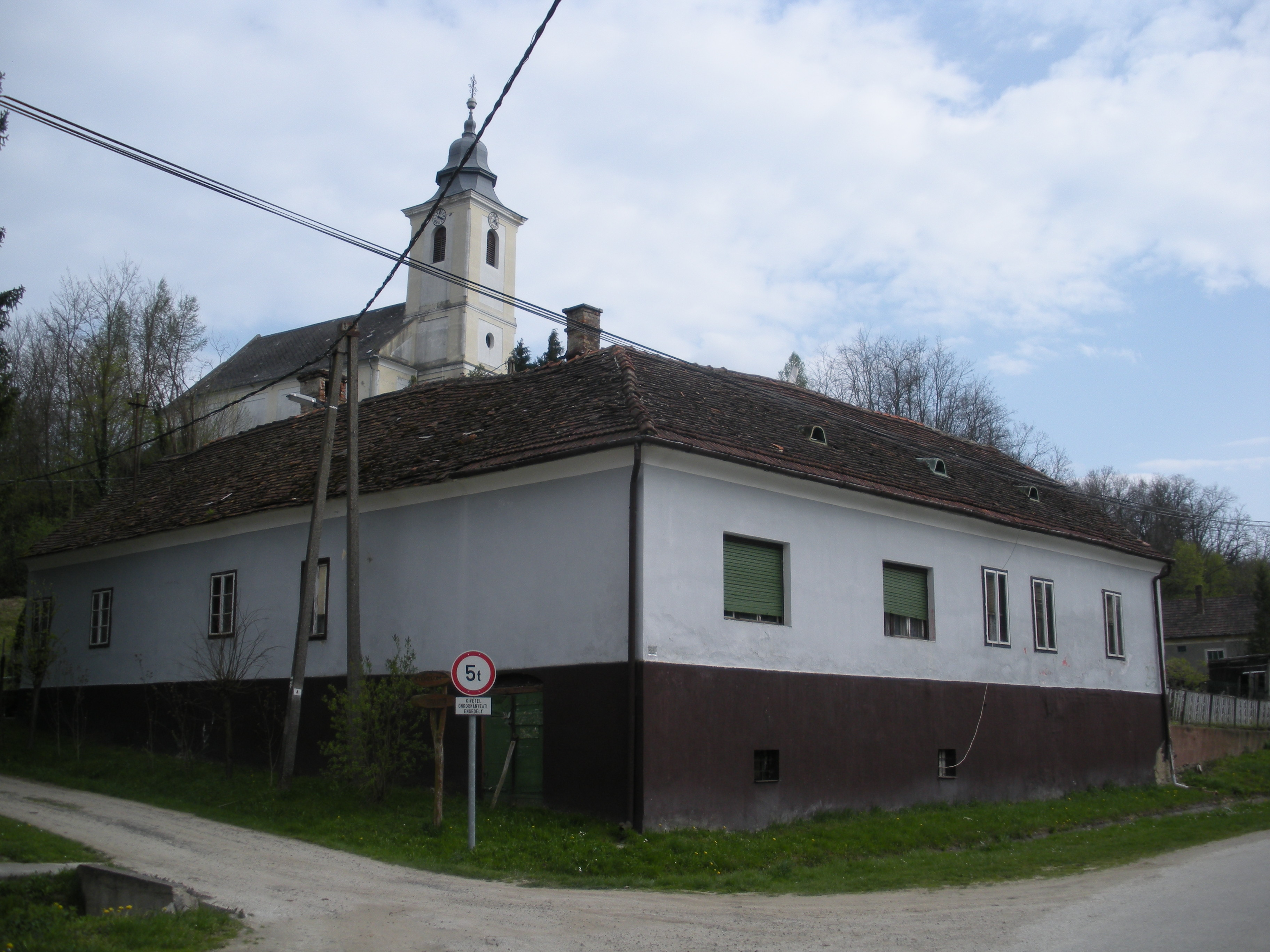
A régi iskola épülete
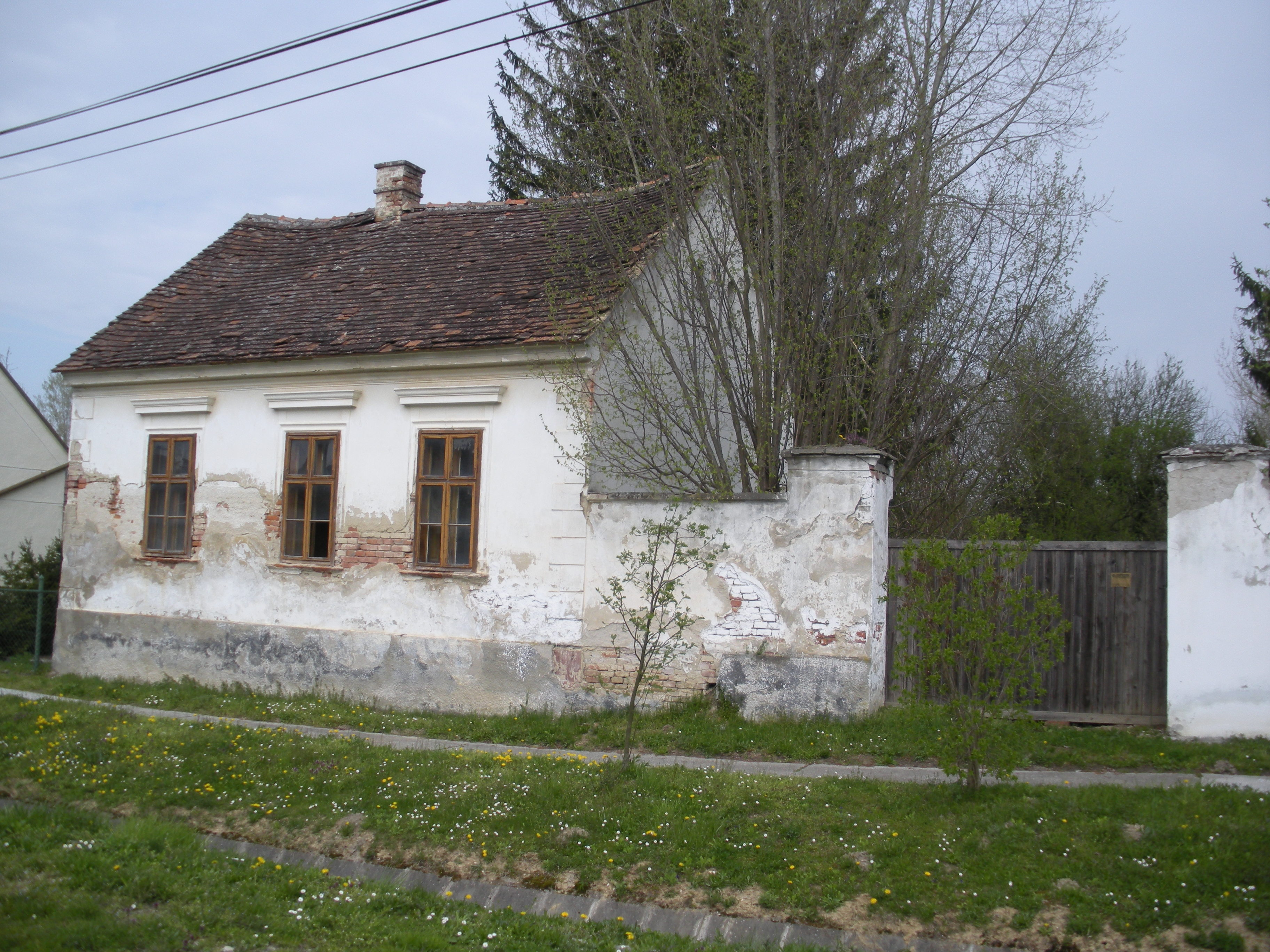
Az egykori káplánlak épülete a parókia szomszédságában
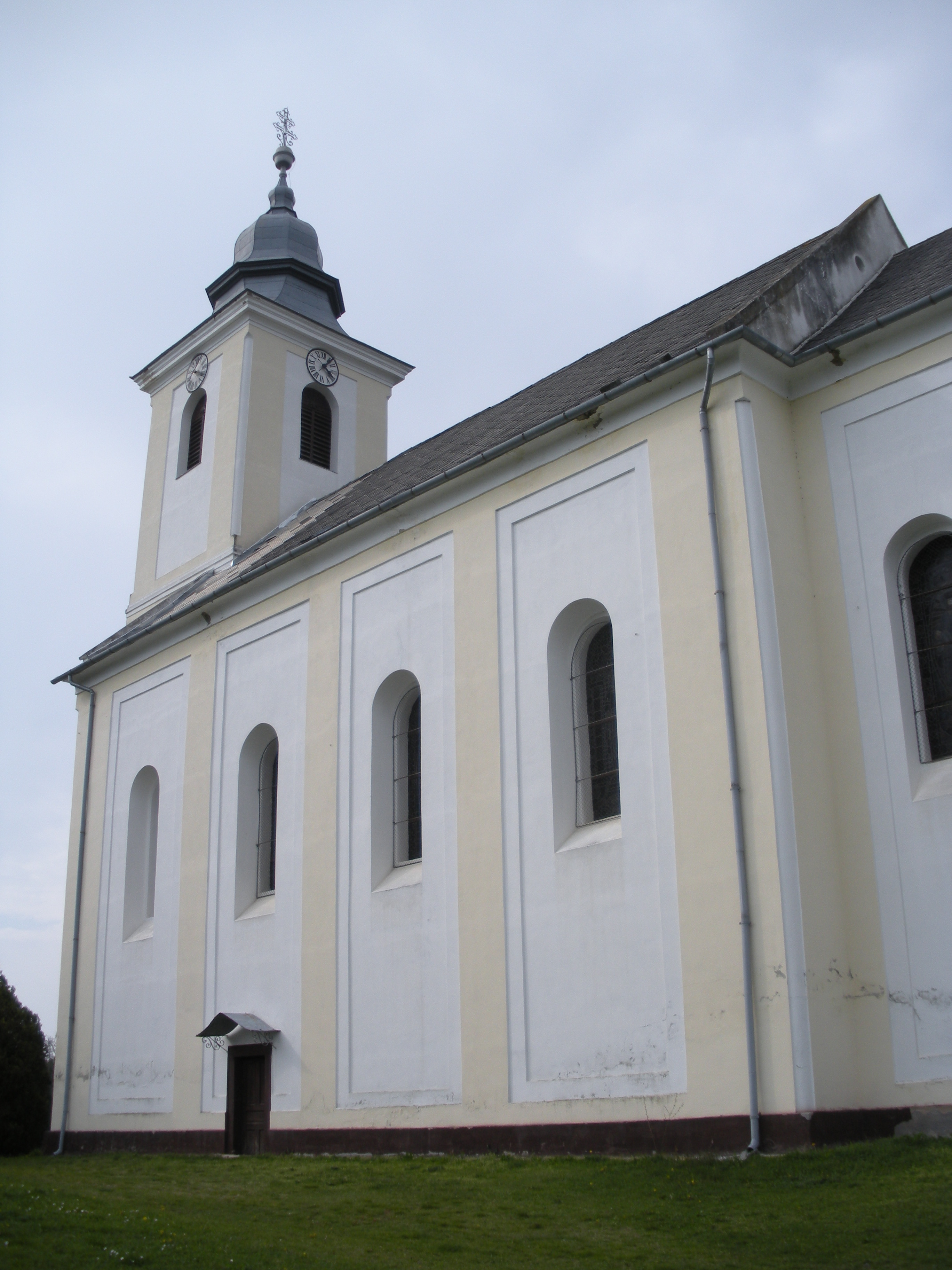
Szent-Mihály templom
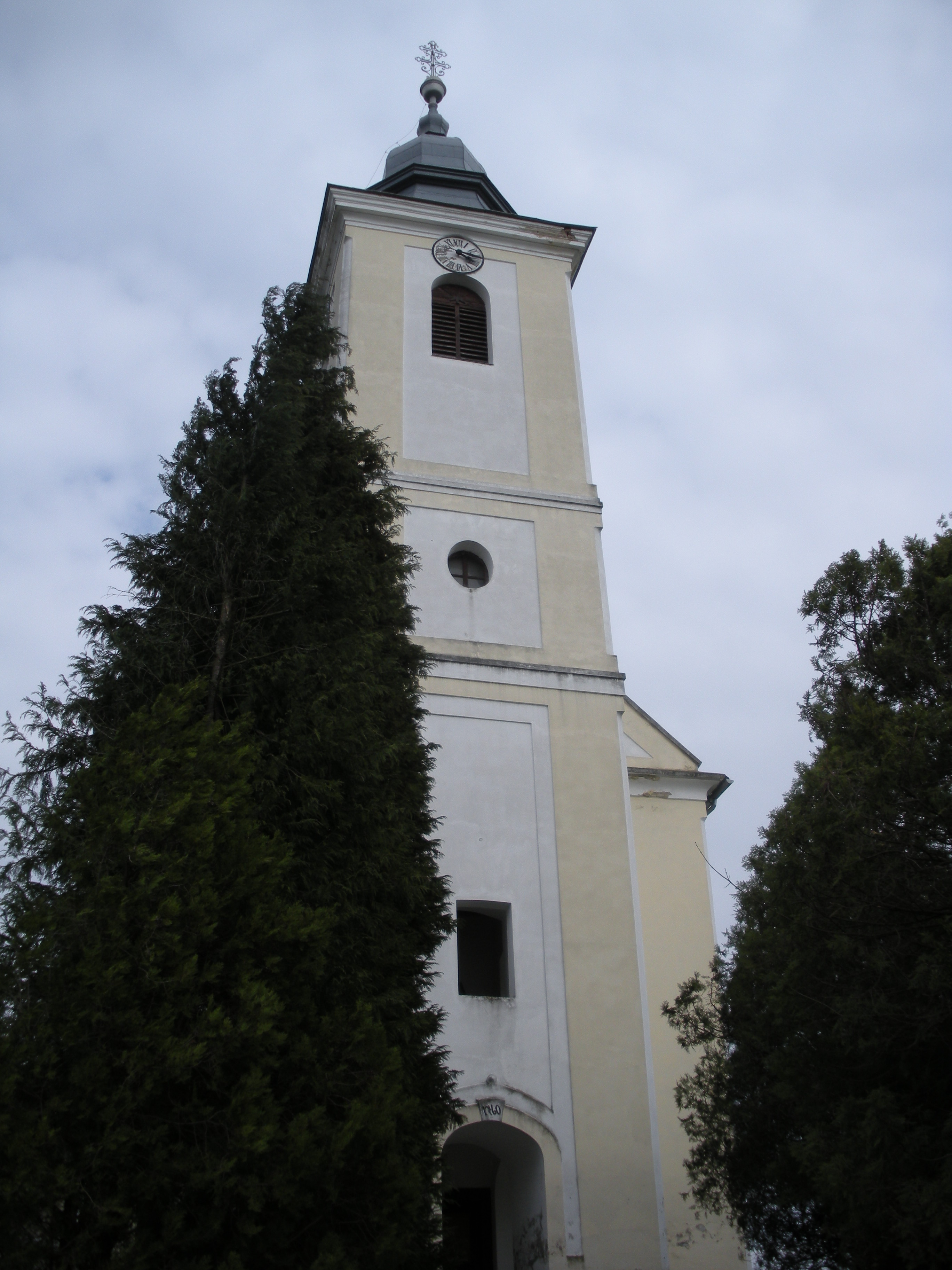
Templomtorony
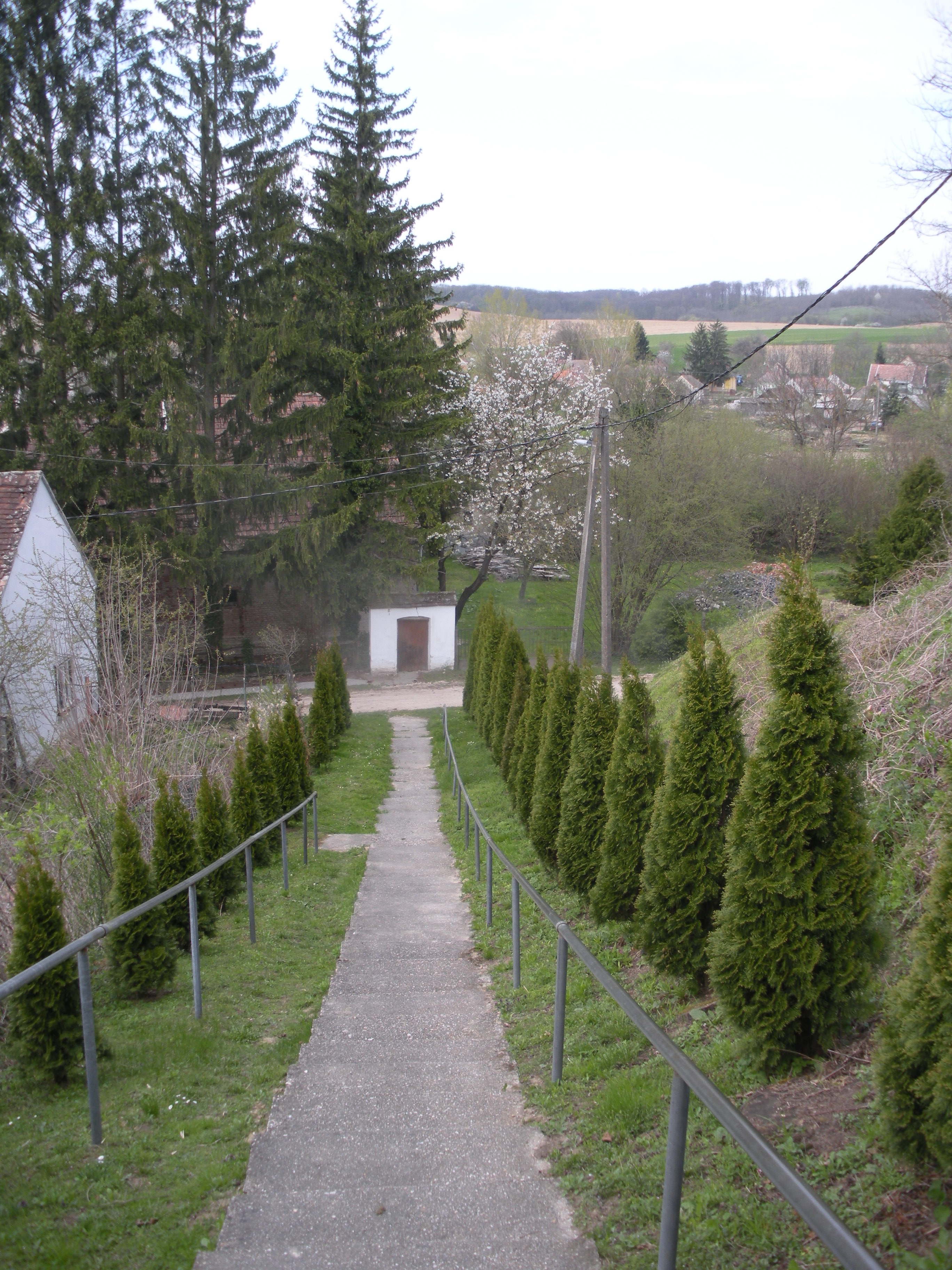
A templomlépcső. Háttérben a paplak egyik bejárata
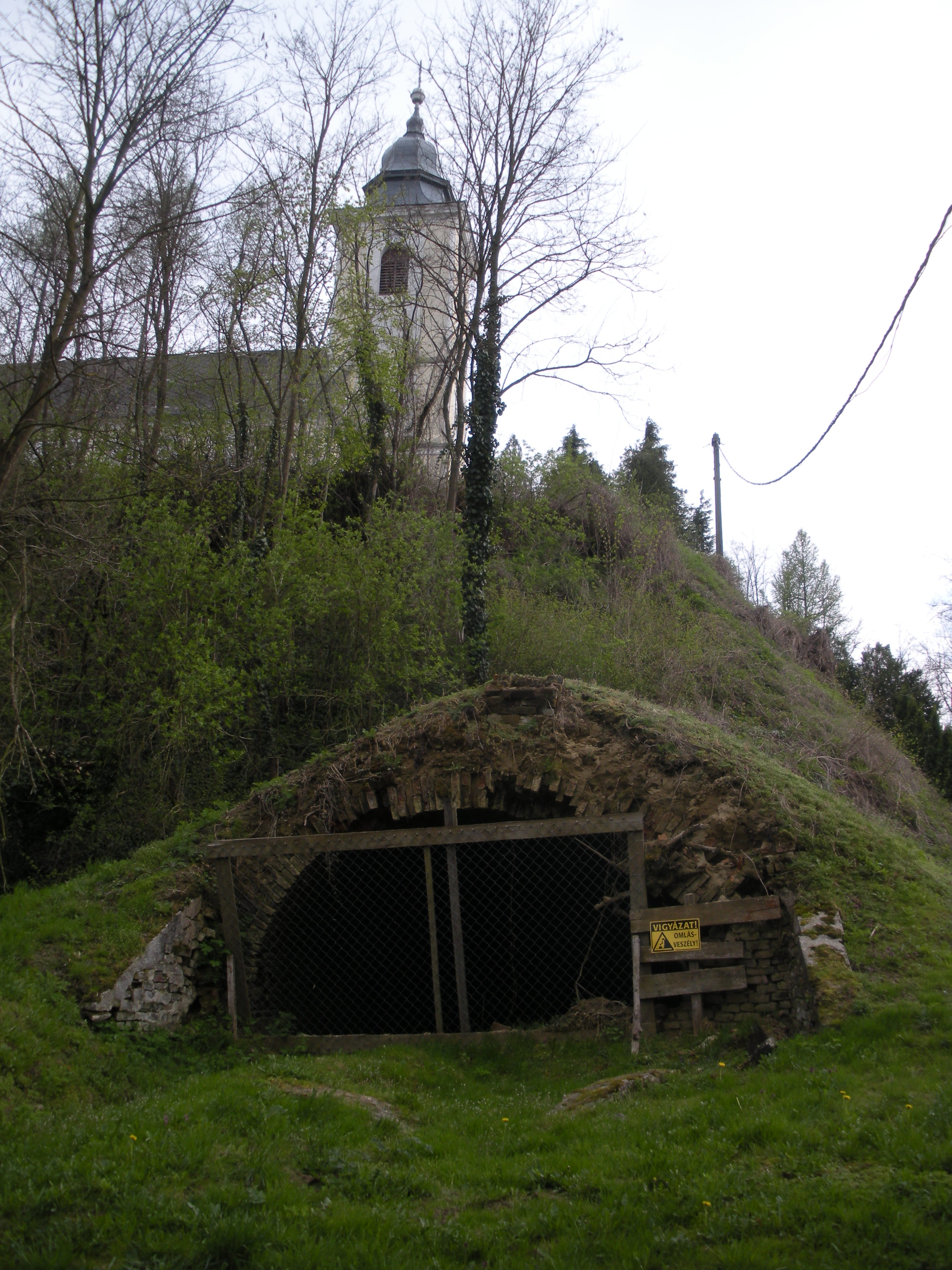
Az egykori plébániai borospince
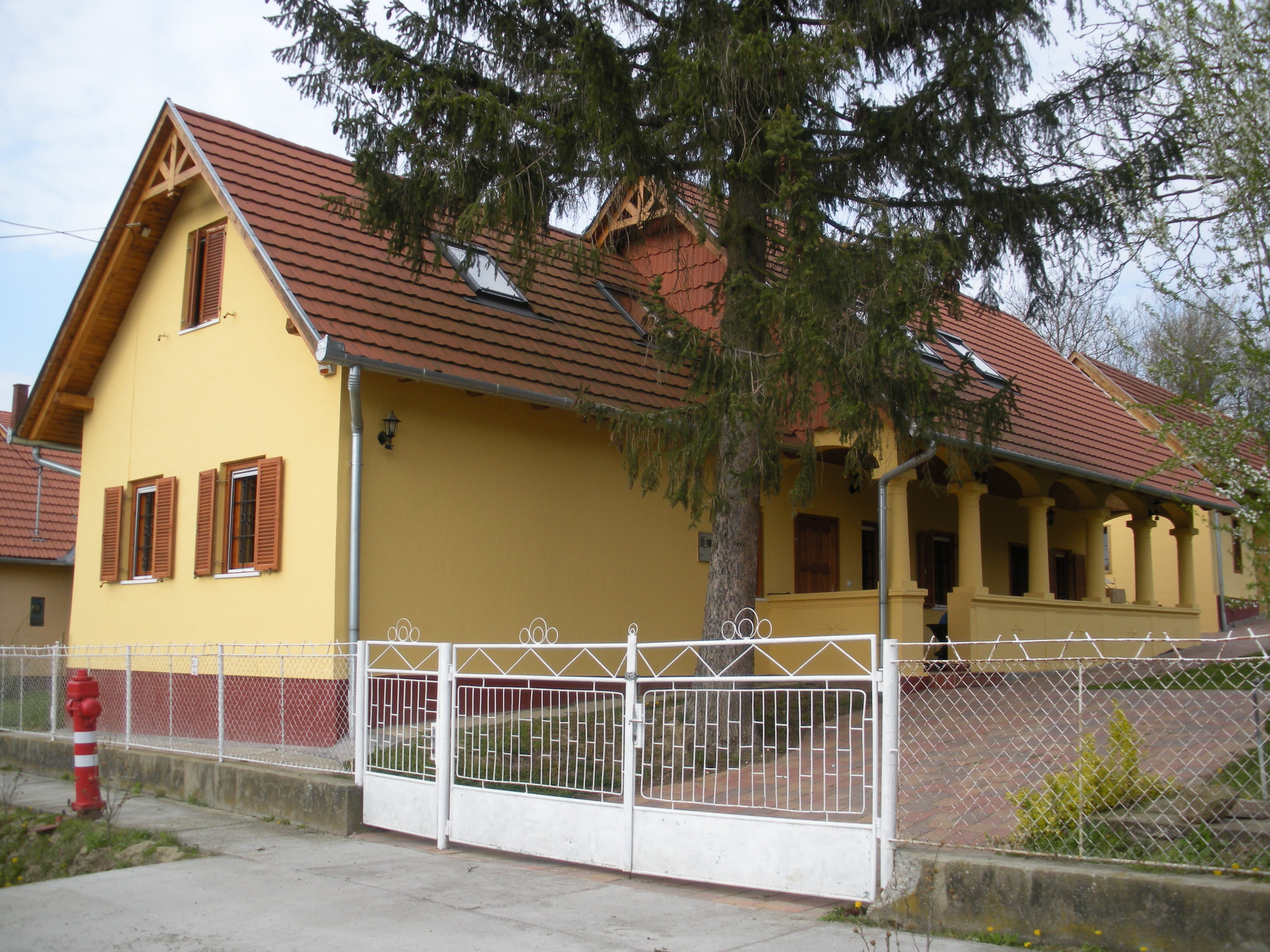
Jellegzetes zalamerenyei parasztház
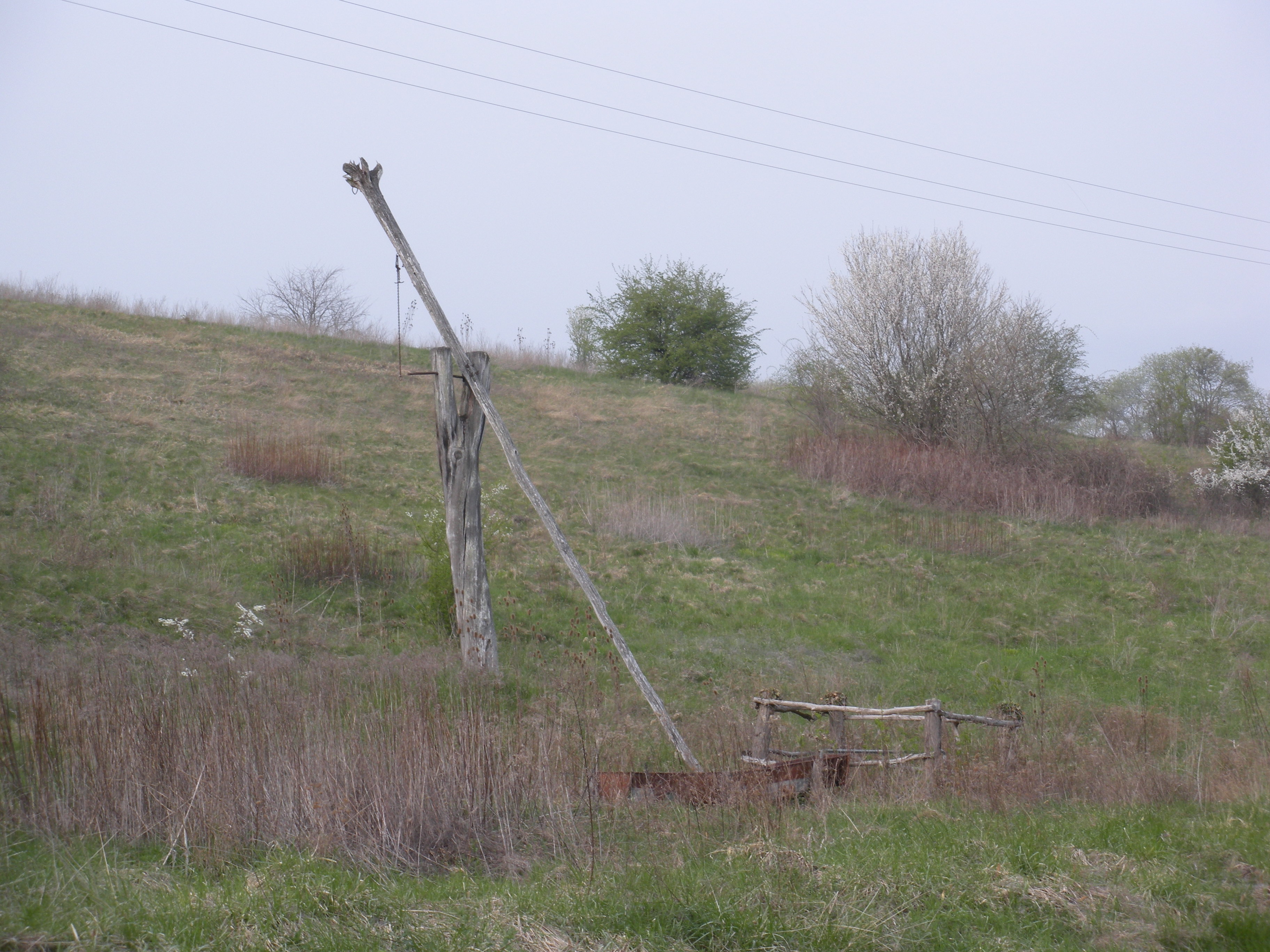
Gémeskút
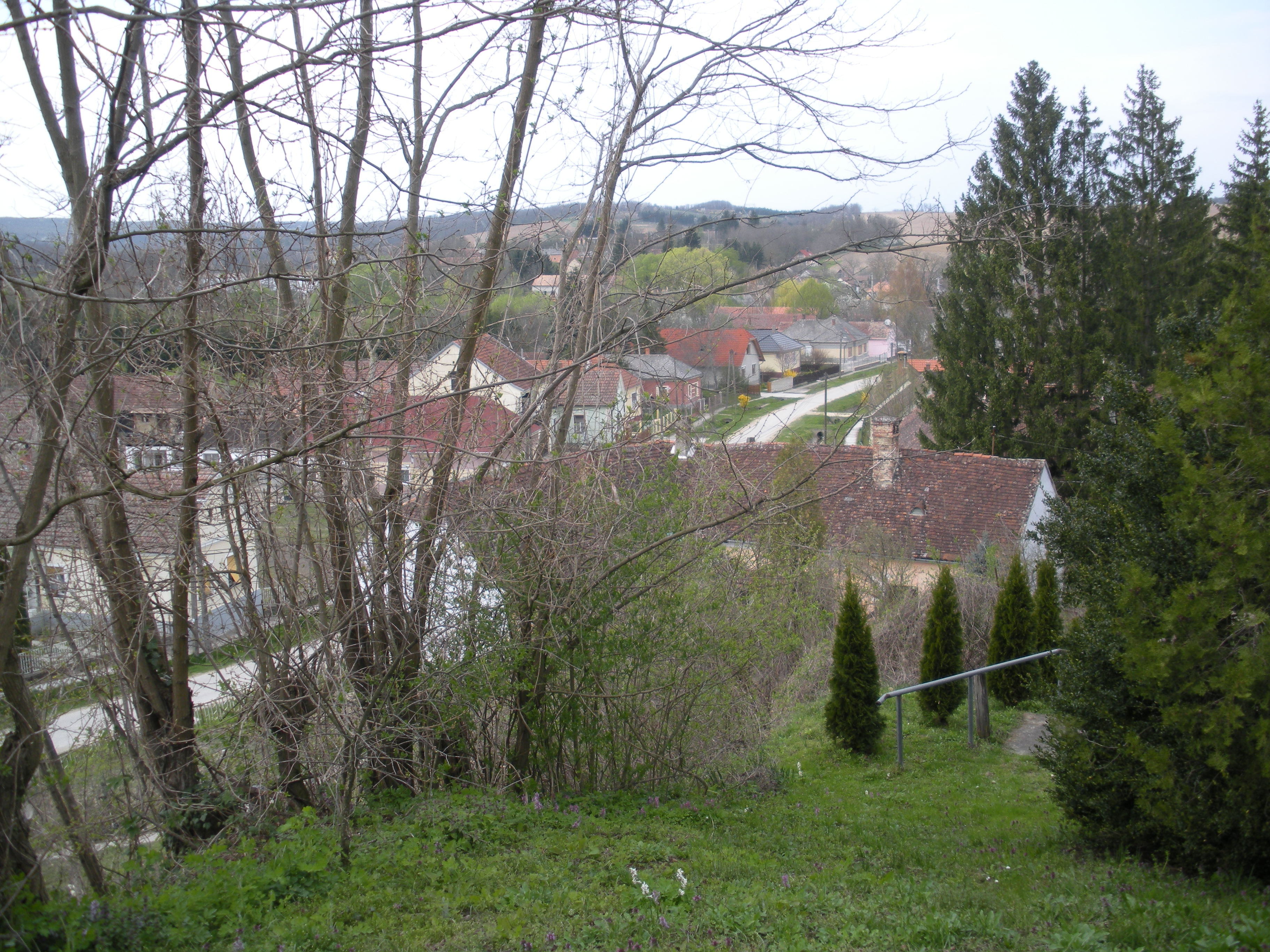
A település látképe a templomdombról
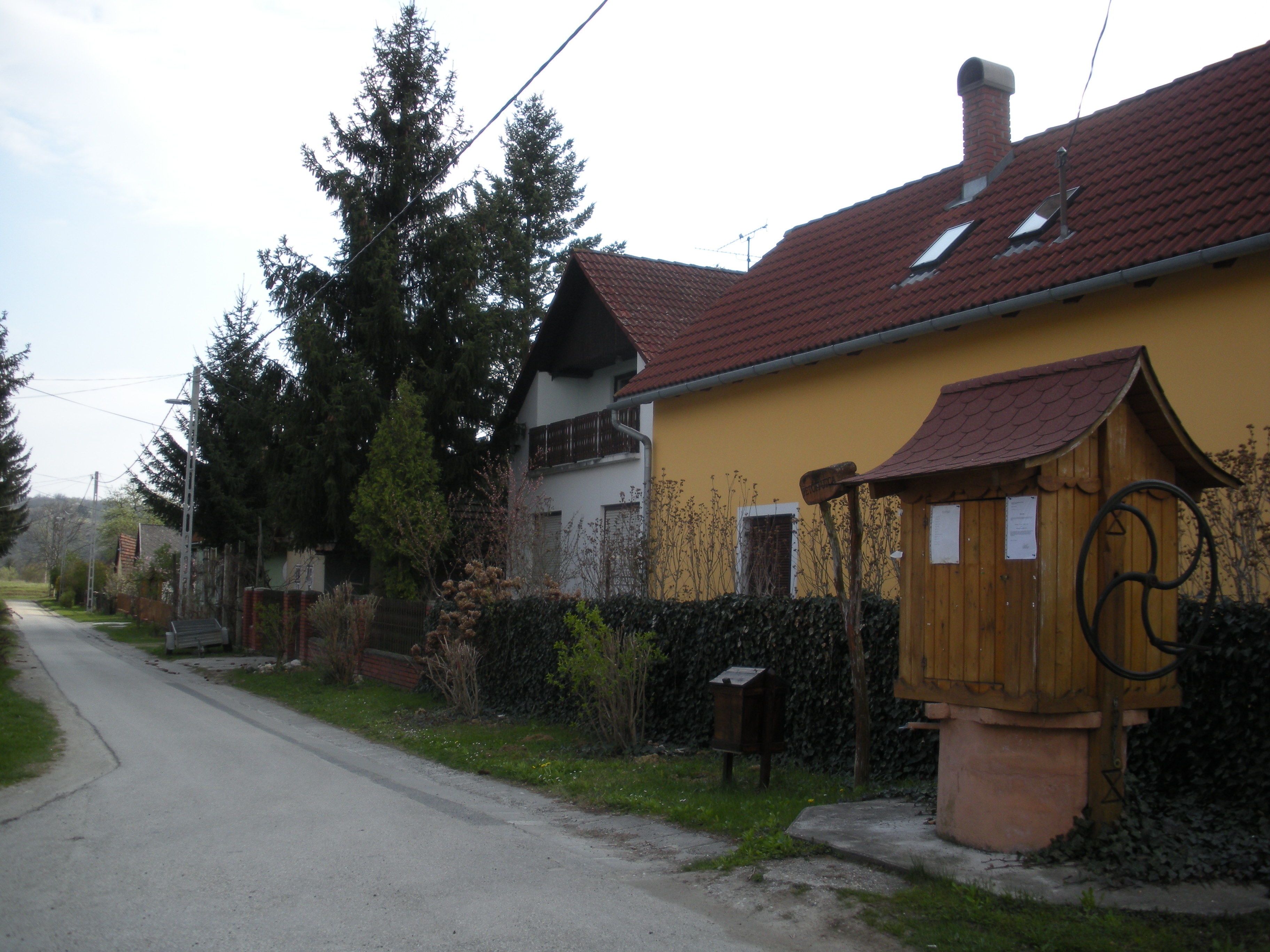
Az ún. Újfalu utcaképe (Petőfi Sándor utca)
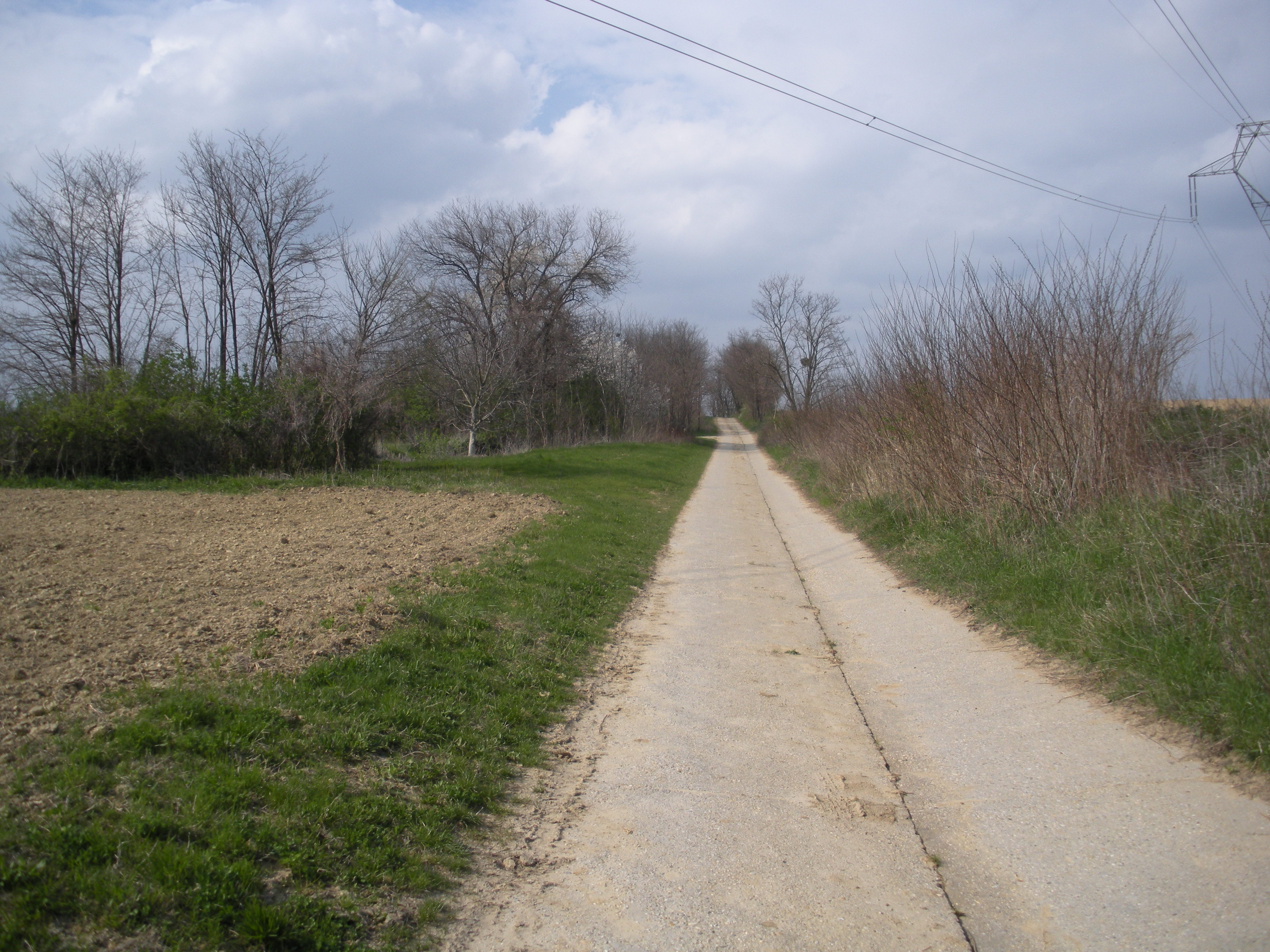
Az ún. Tóra-hegyre vezető út Zalamerenyén